# Eubazus mexicanus
Eubazus mexicanus är en stekelart som först beskrevs av Cresson 1872.  Eubazus mexicanus ingår i släktet Eubazus och familjen bracksteklar. Inga underarter finns listade i Catalogue of Life.